# Хайндс, Андре
Андре Хайндс (англ. Andre Hinds; 24 апреля 1971) — футболист, выступавший за сборную Сент-Винсента и Гренадин. Участник Золотого кубка КОНКАКАФ 1996.

## Карьера в сборной
По данным сайта national-football-teams.com, Хайндс активно выступал за сборную Сент-Винсента и Гренадин в 1995 и 1996 годах. В мае 1995 года он отметился пятью забитыми голами в двухматчевом противостоянии со сборной Монтсеррата в рамках второго отборочного раунда Карибского кубка 1995. Также принимал участие в основной стадии турнира, отметился голом в полуфинальном матче против Кубы (3:2) и вышел на поле в финальной встрече против сборной Тринидада и Тобаго (0:5). 
В 1996 году попал в заявку сборной на Золотой кубок КОНКАКАФ 1996, где сыграл в обоих матчах группового этапа против Мексики (0:5) и Гватемалы (0:3) и занял с командой последнее место в группе. В мае-июне того же года принимал участие в отборочном турнире чемпионата мира 1998, где забил 4 гола в четырёх матчах. Информация о дальнейшем выступлении за сборную отсутствует.